# Prikeba Phipps
Prikeba Phipps (Lakewood, 30 giugno 1969) è un'ex pallavolista statunitense.
Conosciuta anche come Keba Phipps, giocava nel ruolo di schiacciatrice.

## Carriera

Phipps al Bergamo con la Supercoppa italiana 1996

La carriera di Phipps inizia nel 1987, quando fa il suo esordio con la nazionale statunitense, con cui l'anno dopo partecipa ai Giochi della XXIV Olimpiade. Terminato il liceo, nel 1990 risulta positiva alla marijuana a un test antidroga; dopo aver presentato un messaggio scritto per scusarsi, lascia gli Stati Uniti d'America e si trasferisce in Italia, dove inizia la carriera da professionista.
Nella stagione 1990-91 viene tesserata dalla Brogliaccio di Ancona. Al termine della stagione viene ingaggiata dal Matera, con cui gioca fino al 1995 vincendo la Coppa CEV 1991-92, la Coppa dei Campioni 1992-93 e, in quest'ultimo anno, anche la Supercoppa europea, aggiudicandosi nel frattempo per quattro volte sia lo scudetto sia la Coppa Italia.
Nella stagione 1995-96 va a giocare nel Bergamo. Nelle due stagioni trascorse in Lombardia si aggiudica altrettante volte sia il campionato sia la Coppa Italia, vincendo anche la sua seconda Coppa dei Campioni nell'edizione 1996-97. Dopo una stagione giocata a Napoli, nel Centro Ester, viene ingaggiata dal Modena con cui vince il campionato 1999-00 e la Champions League 2000-01. Torna a giocare a Bergamo nella stagione 2001-02, caratterizzata dall'ennesimo scudetto vinto ma anche dalla positività alla cannabis, rilevata nel corso di un controllo antidoping, che le costa una squalifica di 10 giornate.
Nel 2002, dopo aver declinato tutte le convocazioni fino ad allora ricevute, convinta dalla compagna di squadra e connazionale Tara Cross-Battle torna a giocare per la nazionale statunitense al campionato mondiale, dove la sua nazionale viene sconfitta in finale (da lei non disputata a causa di un edema a un occhio rimediato nell'ultimo allenamento prima della gara) dall'Italia.
Nella stagione 2002-03 viene ingaggiata dalla Giannino Pieralisi. Pur non vincendo nulla col club di Jesi, colleziona medaglie con la sua nazionale aggiudicandosi, nel 2003, la medaglia di bronzo al World Grand Prix, la medaglia d'oro al campionato nordamericano, dove viene anche premiata come miglior attaccante, e un'altra medaglia di bronzo alla Coppa del Mondo.
Nel 2003 lascia l'Italia, andando a giocare nel campionato brasiliano per il Minas di Belo Horizonte. Nell'estate del 2004 vince nuovamente la medaglia di bronzo al World Grand Prix e partecipa ai Giochi della XXVIII Olimpiade, dopo il quale si ritira dall'attività agonistica.

## Palmarès

### Club
- Campionato italiano: 8

1991-92, 1992-93, 1993-94, 1994-95, 1995-96, 1996-97, 1999-00, 2001-02
- Coppa Italia: 5

1992-93, 1993-94, 1994-95, 1995-96, 1996-97
- Supercoppa italiana: 1

1996
- Coppa dei Campioni/Champions League: 3

1992-93, 1996-97, 2000-01
- Coppa CEV: 1

1991-92
- Supercoppa europea: 1

1993

### Individuale
- 2003 - Campionato nordamericano: miglior attaccante